# Equitazione ai Giochi della VIII Olimpiade - Salto ostacoli a squadre
La competizione del salto ostacoli a squadre di equitazione dai Giochi della VIII Olimpiade si è svolta il giorno 27 luglio allo Stadio di Colombes.

## Classifica finale
Quattro concorrenti per nazione. I migliori tre risultati ottenuti nella gara individuale erano validi per la classifica finale.
| Pos.    | Nazione        | Binomio                      | Binomio         | Risultato Individuale | Risultato Totale |
| Pos.    | Nazione        | Cavaliere                    | Cavallo         | Risultato Individuale | Risultato Totale |
| ------- | -------------- | ---------------------------- | --------------- | --------------------- | ---------------- |
| Oro     | Svezia         | Åke Thelning                 | Loke            | 12,00                 | 42,25            |
| Oro     | Svezia         | Axel Ståhle                  | Cecil           | 12,25                 | 42,25            |
| Oro     | Svezia         | Åge Lundström                | Anvers          | 18,00                 | 42,25            |
| Oro     | Svezia         | Georg von Braun              | Diana           | 23,50                 | 42,25            |
| Argento | Svizzera       | Alphonse Gemuseus            | Lucette         | 6,00                  | 50,00            |
| Argento | Svizzera       | Werner Stuber                | Girandole       | 20,00                 | 50,00            |
| Argento | Svizzera       | Hans Bühler                  | Sailor Boy      | 24,00                 | 50,00            |
| Argento | Svizzera       | Hans von der Weid            | Admiral         | 24,00                 | 50,00            |
| Bronzo  | Portogallo     | Aníbal de Almeida            | Reginald        | 12,00                 | 53,00            |
| Bronzo  | Portogallo     | Hélder Martins               | Avro            | 19,00                 | 53,00            |
| Bronzo  | Portogallo     | José de Albuquerque          | Hetrugo         | 22,00                 | 53,00            |
| Bronzo  | Portogallo     | Luís de Meneses              | Profond         | 36,00                 | 53,00            |
| 4       | Belgio         | Nicolas LeRoy                | Vif Argent      | 14,75                 | 57,00            |
| 4       | Belgio         | Jacques Misonne              | Torino          | 19,50                 | 57,00            |
| 4       | Belgio         | Gaston Mesmaekers            | As de Pique     | 22,75                 | 57,00            |
| 4       | Belgio         | Jean Breuls                  | Acrobate        | 24,00                 | 57,00            |
| 5       | Italia         | Tommaso Lequio di Assaba     | Trebecco        | 8,75                  | 57,50            |
| 5       | Italia         | Leone Valle                  | Sbruffo         | 20,00                 | 57,50            |
| 5       | Italia         | Alessandro Alvisi            | Grey Fox        | 28,75                 | 57,50            |
| 5       | Italia         | Emanuele Beraudo di Pralormo | Sido            | DNF                   | 57,50            |
| 6       | Polonia        | Adam Królikiewicz            | Picador         | 10,00                 | 58,50            |
| 6       | Polonia        | Karol von Rómmel             | Faworyt         | 18,00                 | 58,50            |
| 6       | Polonia        | Zdzisław Dziadulski          | Zefer           | 30,50                 | 58,50            |
| 6       | Polonia        | Kazimierz Szosland           | Jacek           | 39,25                 | 58,50            |
| 7       | Gran Bretagna  | Philip Bowden-Smith          | Billy Boy       | 10,50                 | 65,75            |
| 7       | Gran Bretagna  | Capel Brunker                | Peter           | 25,50                 | 65,75            |
| 7       | Gran Bretagna  | Geoffrey Brooke              | Daddy Long Legs | 29,75                 | 65,75            |
| 7       | Gran Bretagna  | Keith Hervey                 | Wanton          | DNF                   | 65,75            |
| 8       | Spagna         | José Álvarez                 | Acabado         | 18,00                 | 73,75            |
| 8       | Spagna         | Nemesio Martínez             | Zapatillero     | 22,00                 | 73,75            |
| 8       | Spagna         | José Navarro                 | Grande Couronne | 33,75                 | 73,75            |
| 8       | Spagna         | Emilio López                 | Modiran         | DNF                   | 73,75            |
| -       | Francia        | Pierre Clavé                 | Le Trouvère     | 41,00                 | DNF              |
| -       | Francia        | Michel Bignon                | The Doctor      | DNF                   | DNF              |
| -       | Francia        | Théophile Carbon             | Incas           | DNF                   | DNF              |
| -       | Francia        | Henri de Royer-Dupré         | Rosette XIV     | DNF                   | DNF              |
| -       | Cecoslovacchia | Rudolf Popler                | Eldorado        | 24,50                 | DNF              |
| -       | Cecoslovacchia | Oldřich Buchar               | Esperanto       | 45,00                 | DNF              |
| -       | Cecoslovacchia | Josef Rabas                  | Arab            | DNF                   | DNF              |
| -       | Stati Uniti    | John Barry                   | Nigra           | 27,25                 | DNF              |
| -       | Stati Uniti    | Sloan Doak                   | Joffre          | 32,00                 | DNF              |
| -       | Stati Uniti    | Frederic Bontecou            | Ballymacshane   | DNF                   | DNF              |
| -       | Stati Uniti    | Vernon Padgett               | Little Canada   | DNF                   | DNF              |